# Palazzo Beccaria (Pavia)
Palazzo Beccaria è un palazzo medievale di Pavia in Lombardia.

## Storia e descrizione
Nel XII secolo la famiglia dei Beccaria era già potente; nel secolo seguente con Zanone, capitano del popolo (1267) e capo dei ghibellini pavesi, e con altri, assunse a grande notorietà, divenne un forte consorzio gentilizio, che sostenne lunghe e aspre lotte contro i Langosco, conti palatini e di Lomello, per conquistare la signoria di Pavia. Sconfitti, i Beccaria lasciare Pavia nel 1295 ma ritornarono nel 1315, appoggiati dai Visconti. Rimasero signori fino al 1357, poi perdettero definitivamente il dominio della città, che fu assoggettata da Galeazzo II Visconti. Il casato si divise nel corso dei secoli in diversi rami, che assunsero varie denominazioni dai nomi dei rispettivi feudi. Dall’antica famiglia è uscito il beato Francesco, dell’ordine dei frati minori. Corrado e Ottone furono vescovi di Pavia, Filippo vescovo di Scutari e Giacomo cardinale sotto papa Innocenzo III; Silvestro, capitano della milizia urbana, fu decurione e così pure il figlio Gaspare Antonio, giurista. Tra i secoli XIV e XVI diversi membri della famiglia furono nominati podestà di Alessandria, Milano, Voghera e Novara. Un ramo della famiglia si stanziò a Milano e da esso nacque Cesare Beccaria, figura di primo piano dell’illuminismo italiano. I Beccaria, come altre consorterie pavesi, erano proprietari di diversi palazzi e case all’interno delle mura.
L'edificio, che ingloba tratti di precedenti strutture di età romanica, fu rimaneggiato nella prima metà del XV secolo. In origine il palazzo copriva quasi interamente un isolato della città, saldandosi, verso piazza Vittoria, con palazzo dei Diversi. Il lato verso Corso Cavour fu completamente modificato negli anni '30 del Novecento, dato che all'edificio fu addossato un palazzo in stile razionalista, che ingloba, trasformandolo in salone, il cortile e il portico gotico della struttura.

## Galleria d'immagini

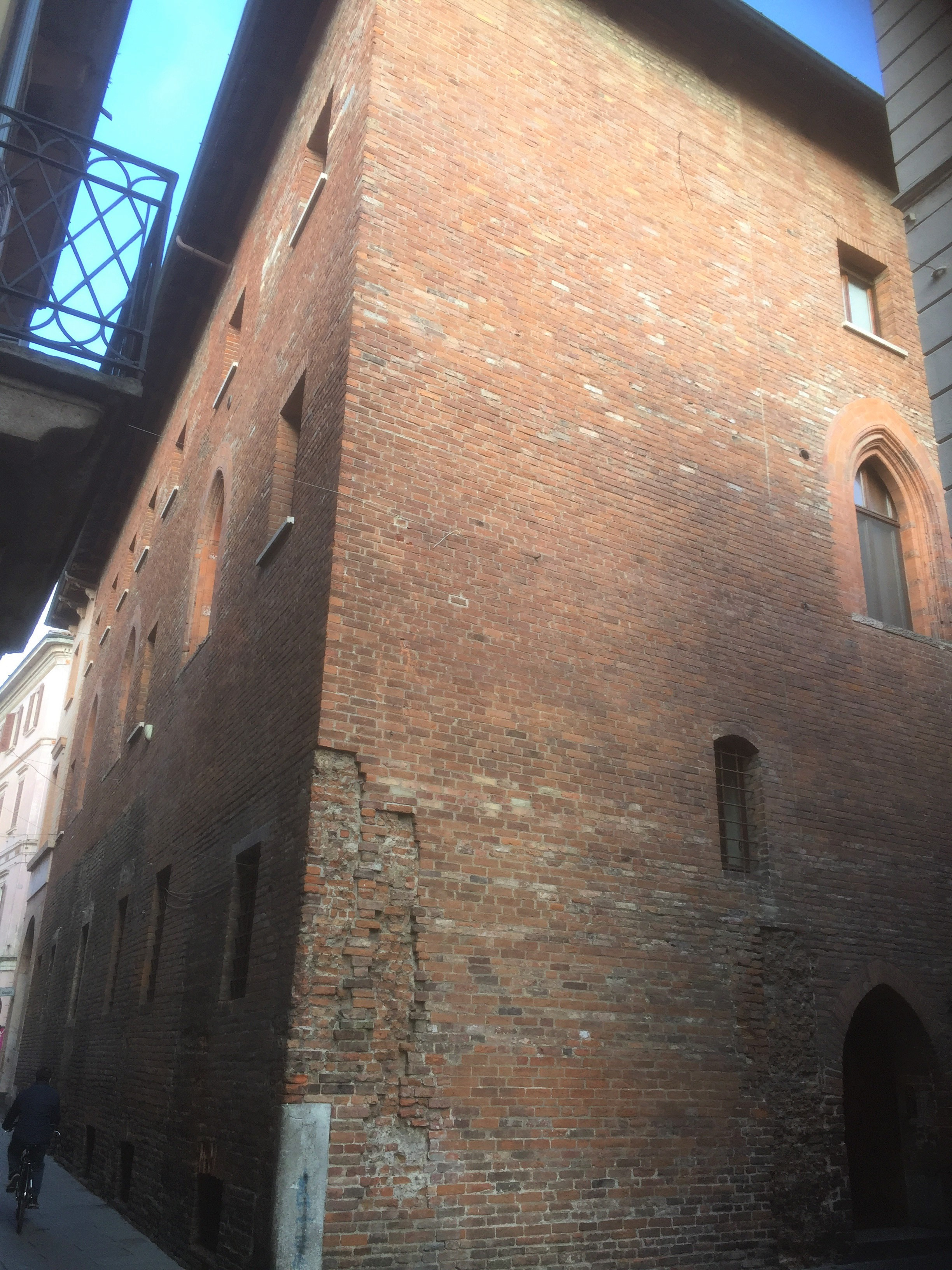
L'angolo tra via Bussolaro e via Beccaria
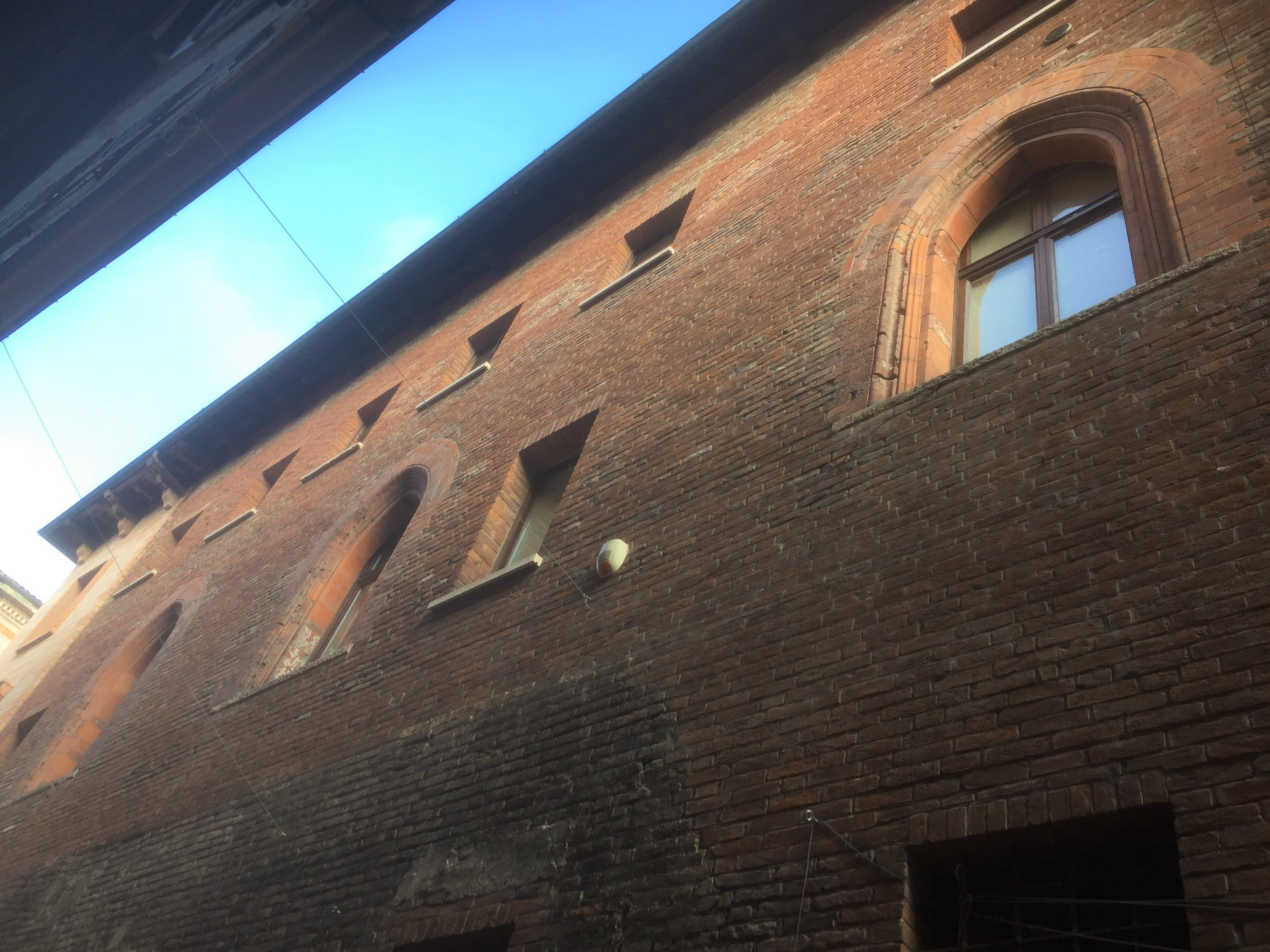
Dettaglio della facciata